# Станешти (Мехединци)
Станешти (рум. Stănești) насеље је у Румунији у жупанији Мехединци у граду Баја де Арама. Место се налази на надморској висини од 358 m.

## Становништво
Према подацима из 2002. године у насељу је живело 460 становника, од којих су сви румунске националности.